# Logan Mader
Logan Mader, est un guitariste et producteur né à Montréal. Révélé en 1994 comme musicien au sein de Machine Head qu'il quittera après deux albums et après un passage dans Soulfly il participe au supergroupe Medication avant de se consacrer principalement à la production. Il produit ou mixe les albums de nombreux groupes établis de la scène metal.

## Biographie

### Machine Head (1994-1998)
Guitariste né au Canada en 1970, Logan Mader forme Machine Head le 12 octobre 1991 à Oakland avec Robb Flynn (chant, guitare), Adam Duce (basse) et Tony Costanza (batterie). En 1994 le groupe, dont Chris Kontos est désormais le batteur, sort son premier album, Burn My Eyes qui permet d'abord au groupe d'ouvrir pour Slayer (1994/1995) aussi bien aux États-Unis qu'en Europe. Le succès est tel sur le vieux continent qu'ils y effectuent leur première tournée en tête d'affiche dès le printemps 1995 accompagnés de Mary Beats Jane et Meshuggah. Bien que Flynn et surtout Kontos se chargent de répondre aux interviews, Logan Mader se fait vite connaître des amateurs de metal par le biais de la presse en raison de son look tatoué et de son jeu de scène énergique.
Le groupe sort son second album, The More Things Change, en mars 1997. En 1998, Mader se présente en retard et dans un état second à une répétition : après une altercation avec les autres membres du groupe, il est viré le soir même. Robb Flynn évoquera cet épisode dans le morceau Devil With the King's Card extrait de l'album The Burning Red sorti l'année suivante.

### Soulfly (1998-1999)
Mader rejoint Soulfly en remplacement de Jackson Bandeira. Il effectuera plusieurs tournées avec eux mais quittera le groupe en janvier 1999 sans avoir enregistré d'album. Les seules traces discographiques de son passage sont un remix du titre Quilombo et quelques titres enregistrés au Festival de Roskilde et publiés sur un EP australien intitulé Tribe. La rupture se fera cette fois à l'amiable et Soulfly fera plus tard appel à ses services de producteur pour l'album Omen ainsi que Cavalera Conspiracy.

### Medication (1999-2003)
Cette même année il forme le groupe de metal alternatif Medication avec Whitfield Crane, ancien chanteur d'Ugly Kid Joe qui sort d'une aventure peu concluante avec Life of Agony, et l'ancien batteur de Soufly Roy Mayorga. Le groupe sort un EP et un album en 2002, mais doit annuler une tournée européenne et voit son label fermer boutique. Le groupe jette l’éponge en 2003.

### Logan Mader, producteur (2003-2015)
Après la fin de Medication, Mader tente quelques aventures musicales sans lendemain (Blue, Idol-X), place un titre de son projet Stereo Black sur la B.O. de Scream 4 et participe au projet Roadrunner United.
Pendant ces années ils se consacre principalement à la production et au mixage pour d'autres groupes tels Five Finger Death Punch, Soulfly, Cavalera Conspiracy, Fear Factory ou W.A.S.P.. Il a aussi travaillé avec les groupes français Gojira, Dagoba et Black Bomb A.
Il est aujourd'hui propriétaire avec son associé Lucas Banker de Dirty Icon Productions, une société basée à Los Angeles.

### Once Human (depuis 2015)
En mai 2015 Logan Mader annonce son retour sur scène, après douze ans d'absence,  au sein de Once Human, un groupe de death metal mélodique qu'il a formé avec la chanteuse Lauren Hart. Leur premier album, produit par ses soins, sort la même année.

## Discographie

### Machine Head
- Burn My Eyes (1994)
- The More Things Change (1997)

### Soulfly
- Tribe (Australian Special Tour Edition) (EP) (1999)

### Medication
- Medication (EP) (2002)
- Prince Valium (2002)

### Stereo Black
- Stereo Black (demo) (2005)

### Once Human
- The Life I Remember (2015)[4]
- Evolution (2017)

### Apparitions diverses
- Soulfly - Soulfly (1998)
- Roadrunner United
- Divine Heresy - Bleed the Fifth (2007)

### Productions
- Pitchshifter - Bootlegged, Distorted, Remixed and Uploaded (2003) remixage
- Dommin - Mend Your Misery (2006) mixage
- Twin Method - The Volume of Self (2006) mixage
- World Under Blood - Demo (demo) (2006) enregistrement, mixage
- Silent Civilian - Rebirth of the Temple (2006) production
- Five Finger Death Punch - The Way of the Fist (2007) mixage
- Divine Heresy - Bleed the Fifth (2007) production, enregistrement, mixage, mastering
- Still Remains - The Serpent (2007) mixage
- Gojira - The Way of All Flesh (2008) enregistrement (batterie), mixage , mastering
- Cavalera Conspiracy - Inflikted (2008) production, mixage , mastering
- Burning the Masses - Mind Control (2008) mixage , mastering
- Psycroptic - Ob(Servant) (2008) mixage
- WASP - Babylon (2009) mixage, mastering
- DevilDriver - Pray for Villains (2009) production, mixage, mastering
- Divine Heresy - Bringer of Plagues (2009) production, enregistrement, mixage
- Incite - The Slaughter (2009) production
- Echoes of Eternity - As Shadows Burn (2009) production, mixage
- Agony - The Devil's Breath (2009) mixage
- Soulfly - Omen (2010) enregistrement, production, mixage, mastering
- Taking Dawn - God of War: Blood & Metal (split) (2010) production, mixage
- Raintime - Psychromatic (2010) mixage, mastering
- Cavalera Conspiracy - Blunt Force Trauma (2011) production, mixage , mastering
- Channel Zero - Feed 'Em with a Brick (2011) production, mixage, mastering
- Kartikeya - Durga Puja (2011) mixage
- Dwail - Helter Skelter (2011) mixage, mastering
- Party Roxx / Party Roxx (2012) mixage mastering
- Fear Factory - The Industrialist (2012) enregistrement (guitare, basse)
- Bonded by Blood - The Aftermath (2012) production, mixage, mastering
- Incite - All Out War (2012) production, mixage, mastering
- Unchained - Oncoming Chaos (2012) mastering
- Dagoba - Post Mortem Nihil Est (album)|Post Mortem Nihil Est (2013) mixage, mastering
- In Death... - Thanatos (EP) (2013) mixage, mastering
- Bleed from Within - Uprising (2013) mixage, mastering
- Septicflesh - Titan (2014) production, mixage, mastering
- Channel Zero - Kill All Kings (2014) production, mixage, mastering
- Devil You Know - The Beauty of Destruction  (2014) production, enregistrement
- W.A.S.P. - Golgotha (2015) mixage
- Butcher Babies - Take It Like A Man (2015) production
- Once Human - The Life I Remember (2015) enregistrement, production, mixage, mastering
- Black Bomb A - Comfortable Hate (2015) mixage